# 부아콜롱브

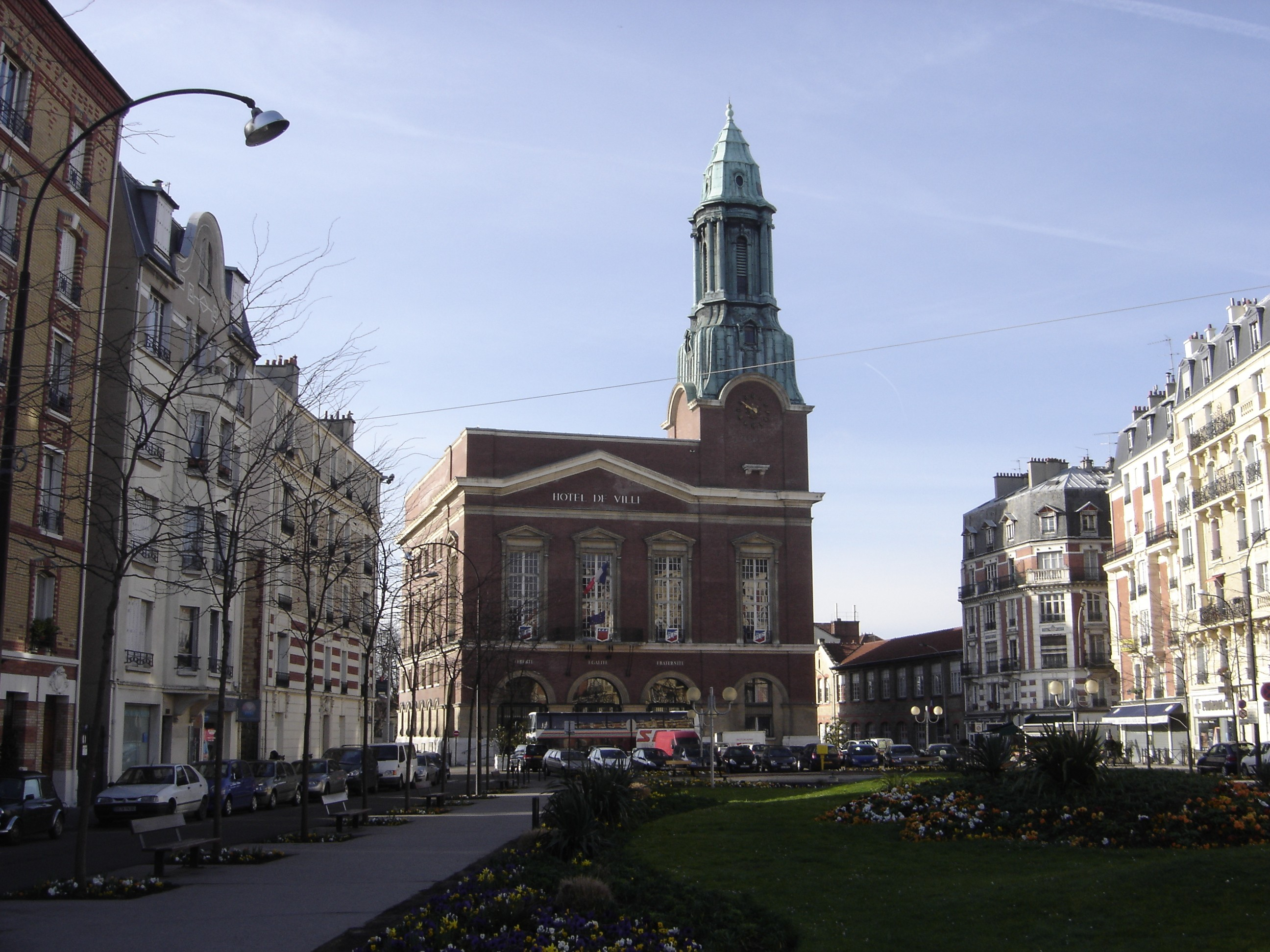
부아콜롱브

부아콜롱브(프랑스어: Bois-Colombes)는 프랑스 일드프랑스 오드센주에 위치한 도시로 면적은 1.92 km2, 인구는 27,793명(2006년 기준), 인구 밀도는 14,000명/km2이다. 파리에서 9 km 정도 떨어진 곳에 위치한다.

시 문장

## 인구
| 연도 | 인구   | ±% p.a. |
| ---- | ------ | ------- |
| 1896 | 10,501 | —       |
| 1901 | 12,726 | +3.92%  |
| 1906 | 14,695 | +2.92%  |
| 1911 | 17,241 | +3.25%  |
| 1921 | 19,888 | +1.44%  |
| 1926 | 21,924 | +1.97%  |
| 1931 | 25,892 | +3.38%  |
| 1936 | 26,562 | +0.51%  |
| 1946 | 25,754 | −0.31%  |
| 1954 | 27,899 | +1.01%  |

| 연도 | 인구   | ±% p.a. |
| ---- | ------ | ------- |
| 1962 | 29,938 | +0.89%  |
| 1968 | 28,934 | −0.57%  |
| 1975 | 26,657 | −1.16%  |
| 1982 | 23,780 | −1.62%  |
| 1990 | 24,415 | +0.33%  |
| 1999 | 23,885 | −0.24%  |
| 2007 | 27,600 | +1.82%  |
| 2012 | 28,709 | +0.79%  |
| 2017 | 28,239 | −0.33%  |

|  | 기술적 문제로 인해 그래프를 일시적으로 사용할 수 없습니다. 파브리케이터와 미디어위키 위키에 더 자세한 정보가 있습니다. |